# Абстрактне мислення
Абстра́ктне ми́слення — один з видів людського мислення, який полягає в утворенні абстрактних понять і оперуванні ними. Це вища форма активного відображення дійсності, яка полягає в цілеспрямованому, опосередкованому, узагальненому відображенні істотних зв'язків між об'єктами реальності.

## Виникнення абстрактних понять
Абстрактні поняття («число», «матерія», «вартість» і т. д.) виникають у процесі мислення як узагальнення даних чуттєвого пізнання конкретних предметів і явищ об'єктивної дійсності.

## Необхідність абстрактних понять
Вони включаються в пізнавальну діяльність людини, спрямовану на розкриття загальних, істотних зв'язків і відношень речей. Аналізуючи й синтезуючи вже утворені поняття, людина шляхом суджень, міркувань, умовиводів пізнає нові для неї зв'язки й відношення об'єктів, розширює і поглиблює свої знання про них. Абстрактне мислення особливо тісно зв'язане з мовою, що є засобом здійснення логічних операцій, фіксацій їх пізнавальних результатів. Схильність до абстрактного мислення може виступати як типологічна особливість людини.